# 유리구두 (fromis 9의 노래)
〈유리구두〉는 fromis_9의 데뷔 선행싱글이다. 2017년 11월 29일 2017 MAMA in Japan에서 최초 공개하였다. 모티브는 신데렐라이다.